# Sherlock Holmes (film fra 2009)
 For alternative betydninger, se Sherlock Holmes (flertydig). (Se også artikler, som begynder med Sherlock Holmes)
Sherlock Holmes er en britisk-amerikansk film, der havde premiere 25. december 2009. Filmen er instrueret af Guy Ritchie og er baseret på Arthur Conan Doyles karakter Sherlock Holmes. Robert Downey Jr. spiller detektiven Sherlock Holmes, mens Jude Law spiller Dr. Watson.

## Handling
London, 1891. Detektiven Sherlock Holmes (Robert Downey Jr.) og hans trofaste makker Dr. John Watson (Jude Law) prøver at forhindre flere mord på unge kvinder, der bliver begået af Lord Blackwood (Mark Strong), der allerrede har dræbt fem andre kvinder. De når at stoppe mordet før politiinspektør Lestrade (Eddie Marsan), og hans hold ankommer til gerningsstedet, og anholder Blackwood.
Tre måneder senere går Holmes excentrisk opførsel igen hans nærmeste på nerverne, da der ikke er noget arbejde til ham. Watson derimod nyder stilheden, da han ser frem til at gifte sig med Mary Morstan (Kelly Reilly) og forlade 221b Baker Street. I mellemtiden er Blackwood blevet dømt til døden og anmodninger om at se Holmes i fængsel en sidste gang, hvor han fortæller om yderligere tre forstående mord, der vil medføre store ændringer. Blackwood bliver efterfølgende hængt, og erklæres død af Watson.
Tre dage senere får Holmes besøg af Irene Adler (Rachel McAdams), en professionel svindler og gammel flamme, der beder ham om at finde en mand ved navn Luke Reordan (Oran Gurel). Da hun forlader Holmes følger han efter hende, og møder hendes hemmelige arbejdsgiver, der dog er skjult i karetens skygge. 
Kort efter bliver Holmes og Watson kontaktet af politiet, der er blevet tilkaldt til Blackwoods grav af den chokerede graver. Blackwoods grav er ødelagt indefra, og Holmes finder Reordan i kisten. Graveren fortæller at Blackwood steg op fra graven og forsvandt, hvilket forårsage panik blandt betjentene. Efter at have undersøgt liget besøger Holmes og Watson den afdødes Reordan hjem og opdage eksperimenter der forener videnskab med magi. Efter en kamp med Blackwoods mænd, hvor de efterfølgende bliver arresteret, bliver Holmes ført hen til templet af de fire ordrer, en hemmelig magisk organisation, hvor - Lord Chief Justice Sir Thomas Rotheram (James Fox), den amerikanske ambassadør Standish (William Hope), og indenrigsminister Lord Coward (Hans Matheson) - beder Holmes til at stoppe Blackwood, der tidligere var medlem af samfundet, og som Holmes opdager er, Sir Thomas' søn. Sir Thomas og Standish bliver senere dræbt ved tilsyneladende overnaturlige midler af Blackwood, der har planer om at lede den hemmelige orden. Han har planer om at omstyrte den britiske regering, og derefter erobre USA og verden. Han lokker Holmes til et lager, hvor han finder Adler, lænket til en krog, kneblet, og på vej mod en båndsav, men det lykkes Holmes og Watson at redde hende i tide fra saven, men da de forlader lageret bliver Watson alvorlig såret i en serie af eksplosioner planlagt af Blackwood. Lord Coward, der hemmeligt arbejder for Blackwood, udsteder derefter en arrestordre for Holmes.
Holmes går i skjul og begynder derefter at undersøgelser Blackwood ritualer og konkluderede, at næste mål er Det britiske parlament. Holmes får Coward til at afsløre planen, og Holmes, Adler og Watson opdager en maskine under Palace of Westminster, baseret på Reordan eksperimenter, der er designet til at frigive cyanid gas i Parlamentets kamre og dræbte alle, undtaget Blackwood og hans tilhængere som Blackwood har givet en modgift. Blackwood går ind i Parlamentet og meddeler, at snart vil alle undtaget hans tilhængerer dø, mens Holmes og Watson kæmper mod Blackwoods mænd under bygningen. Imens får Adler deaktiveret maskinenen, og tager cyanid beholderne og flygter, forfulgt af Holmes. Blackwood og Coward indser at deres plan har slået fejl, og prøver at flygte men Coward bliver fanget, mens Blackwood undslipper. Holmes konfronterer Adler der er fanget på den ufærdige Tower Bridge, men bliver afbrudt af Blackwood, der efter en kamp bliver fanget i de omkring hængende reb og kæder, og han falder ned fra broen og bliver hængt over Themsen. Holmes forklarer imens Blackwood hvor hans fejl har været og hvordan han har regnet de tekniske krumspring som Blackwood har brugt for at skabe skræk og rædsel ud. 
Adler forklarer Holmes efter hun er vågnet, hvem hendes egentlige arbejdsgiver er, professor Moriarty, og advarer derefter Holmes om, at Moriarty er lige så intelligente som Holmes, men meget mere lusket. 
Hjemme i Baker Street gør Watson sig parat til at flytter ud af 221b, da politiet kommer for at rapporterer at der er blevet fundet en officer, og Holmes konkluderer at Moriarty har brugt tiden hvor han var i gang med at redde Adler og fange Blackwood, til at tage en vigtig del fra maskinen som han vil gøre brug af i fremtiden, hvorefter Holmes ser frem til den nye sag og den ny modstander.

## Medvirkende
- Robert Downey, Jr. som Sherlock Holmes: en excentrisk, men videnskabelig, detektiv der går sine egne veje.
- Jude Law som Dr. John Watson: Holmes makker og bedste ven, der er uddannet læge, og veteran fra 2. anglo-afghanske krig, og kan lide at spille.
- Mark Strong som Lord Blackwood: Skurken i filmen. En aristokatisk massemorder, der bruger det okkulte til at skabe frygt og dermed tage magten.
- Rachel McAdams som Irene Adler: En Femme fatale der har slået Holmes i hans eget spil to gange.
- Kelly Reilly som Mary Morstan: En guvernante som har mistet sin første forlovede i krigen, men som Watson vil giftes med.
- Eddie Marsan som Inspector Lestrade: En politiinspektør fra Scotland Yard, der støder på Holmes flere gange, og er til stor morskab for Holmes og Watson.
- Hans Matheson som Lord Coward fra indenrigsministeriet: En mand der viser sig at være Blackwoods højre hånd, og har hjulpet han med morderne på de unge kvinder.
- Geraldine James som Mrs. Hudson: Som Sherlock Holmes bor til leje hos, og må finde sig i Holmes underlige vaner.
- James Fox som Sir Thomas Rotheram: Overhovedet i den hemmelige orden, og far til Lord Blackwood.
- Robert Maillet som Dredger: En fransk talende håndlager for Blackwood.
- William Hope som John Standish: Den amerikanske ambassadør.